# Меткалф, Чарльз Теофилус
Сэр Чарльз Теофилус Меткалф (англ. Charles Theophilus Metcalfe), 1-й барон Меткалф (30 января 1785 года — 5 сентября 1846) — британский колониальный администратор. Он занимал ряд должностей, включая посты генерал-губернатора Индии, губернатора Ямайки и генерал-губернатора провинции Канада.

## Семья и образование
Чарльз Меткалф родился 30 января 1785 года в Калькутте, Бенгальское президентство, Индия, в доме, известном как Lecture House. Он был вторым сыном Томаса Меткалфа, впоследствии майора в Бенгальской армии, который впервые прибыл в Индию как кадет в составе королевской армии, позже стал членом парламента и директором Британской Ост-индской компании (1789—1812) и 21 декабря 1802 года получил титул баронета. Томас Меткалф женился в 1782 году в Калькутте на леди Сюзанне Селине Софии (1756—1815), которая была дочерью купца, Джона Дебоннера, ведшего торговлю в форте Сент-Джордж и впоследствии поселившегося на мысе Доброй Надежды. Она и её сестра получили образование в Англии, а затем, посетив своего отца, отправились в Мадрас. Сестра умерла во время путешествия; Сюзанна 24 августа 1776 года вышла в Мадрасе замуж за майора Джона Смита. Уже после его смерти она вышла замуж за майора Томаса Теофилуса Меткалфа, и пара вернулась в 1785 году в Англию. Их старшей дочерью была Эмили Теофила, виконтесса Эшбрук (1791—1885).
Родословная Меткалфа может быть прослежена вплоть до XIV века, начало род Меткалфов ведёт из Уэнслидейла, Северный Йоркшир.
Чарльз, получив образование в Итонском колледже, в 1800 году отплыл в Индию как писец на службе Компании. Он затем изучал восточные языки в Колледже, основанном лордом Уэлсли в Форт-Уильяме. Его младший брат, сэр Томас Теофилус Меткалф, 4-й баронет, (1795—1853) стал представителем генерал-губернатора Индии при дворе Моголов.

## Карьера
В возрасте 19 лет Меткалф был назначен гражданским помощником генерала Джерарда Лейка, руководившего затем заключительной кампанией Второй англо-маратхской войны против Яшвант Рао Холкара. В 1808 году он был выбран лордом Минто для ответственной должности посла ко двору Ранджита Сингха в Лахор; здесь, 25 апреля 1809 года, он заключил важный договор, обеспечивавший независимость сикхских государств между реками Сатледж и Джамна. Четырьмя годами позже он стал резидентом в Дели и в 1819 году получил от лорда Гастингса назначение на должность министра в тайном и политическом ведомстве. С 1820 по 1825 годы сэр Чарльз (который в 1822 году наследовал от своего брата титул баронета) был резидентом при дворе низама Хайдарабада, а затем в чрезвычайном порядке был отозван на свою прежнюю должность в Дели.

### Губернатор Агры
14 ноября 1834 года он был назначен на пост губернатора президентства Агры, который он занимал 4 месяца вплоть до 20 марта 1835 года.

### Генерал-губернатор Бенгалии
В 1827 году Меткалф получил место в Верховном совете, и в марте 1835 года он временно сменил лорда Уильяма Бентинка на посту генерал-губернатора Бенгалии (1835—1836). Во время своего краткого пребывания в должности он предпринял ряд важных мер, направленных, среди прочего, на либерализацию прессы (его «Акт о прессе» отменял действие правил Джона Адама, установивших весьма жёсткие условия для деятельности прессы в Индии). Его начинания, несмотря на то, что были достаточно популярными, усложнили его отношения с советом директоров до такой степени, что он оставил службу в Ост-Индской компании в 1838 году.
В 1836 году, после появления Публичной библиотеки Калькутты (ныне Национальная библиотека Индии) передал ей 4675 изданий, перевезённых из колледжа Форт-Уильяма, что стало первым крупным пополнением юной библиотеки.

### Лейтенант-губернатор Северо-Западных провинций
С 1 июня 1836 года по 1 июня 1838 года Меткалф являлся лейтенант-губернатором Северо-Западных провинций.

### Губернатор Ямайки
В следующем году он был назначен администрацией Уильяма Лэма губернатором Ямайки, где трудности, возникшие с недавней отменой Акта об освобождении негров, требовали высокого уровня квалификации и способностей. Успехи Меткалфа на этом поприще были весьма заметны, однако из-за своего здоровья он был вынужден подать в отставку и вернуться в 1842 году в Англию.

### Генерал-губернатор провинции Канада
Шесть месяцев спустя он был назначен правительством Роберта Пиля на должность генерал-губернатора провинции Канада и лейтенант-губернатора Западной Канады и Восточной Канады с 1843 по 1845 годы, получив предписание противостоять дальнейшему развитию ответственного правительства. Вскоре между Меткалфом и лидерами законодательного собрания, Робертом Болдуином и Луи-Ипполитом Лафонтеном, возник конфликт. Несмотря на страдания от рака, он боролся за сохранение привилегий Короны и контроль губернатора над администрацией. Тем не менее ему пришлось для получения поддержки пойти на некоторые уступки, самыми значимыми из которых стали амнистия для участников восстания 1837—1838 годов, которую он добился от Министерства по делам колоний, и отказ от англизирования франкоязычного населения.

## Последние годы
За свои успехи в проведении политики в Канаде Меткалф был удостоен звания пэра вскоре после своего возвращения в Англию в 1845 году. Меткалф умер от рака в Мэлшенгере в Окли, возле Бейзингстока, 5 сентября 1846 года. Однако жил он в поместье Фернхилл в Винкфилде, возле Виндзора, и здесь в приходской церкви он был похоронен.